# Японска речна треска
Японска речна треска или треска Цуцугамуши (на латински: Rickettsiosis tsutsugamushi; на английски: Scrub typhus) е остро рикетсийно инфекциозно заболяване с ендемично разпространение в Азия и Океания. Характеризира се с появата на треска, първичен афект и макуло-папулозен обрив. Протича доброкачествено или тежко с висок процент на смъртност. Цуцугамуши е зооноза с резервоар гризачи. Предава се на хората при трансмисивен път с кърлежи от род Trombiculidae. Проявява се спорадично и по-рядко епидемично.

## Исторически сведения за заболяването
Японската речна треска е описана от Keh-Hung в Китай през 3 век пр.н.е. Наречена е Sha-Shi (болест, свързана с ухапване от малки червени насекоми). Едва през 1810 г. е описана подробно от Hashimoto и е наречена Цуцугамуши (кърлежова болест). През 1920 г. N. Hayashi изолира и причинителят на заболяването. Това става от кръв на болен, но погрешно е отнесен към вътреклетъчните паразити от род Theileria. През 1930 г. M. Nagayo и през 1931 г. N. Ogata изолират причинителя, който е наречен съответно Rickettsia tsutsugamushi и Rickettsia orientalis. Сведения за болестта относно клиника и епидемиология са получени по време на Втората световна война от английски и американски лекари. Заболяемостта сред войските в района на Тихия океан е била голяма. Сред английските войски заболяват около 6000 души, а от американските 6685 души. В периода 1942 - 1945 г. сред съюзническите войски заболяват 16 239, от които умират 639 души.

## Разпространение
Японската речна треска е широко разпространена в страни от Източното полукълбо – Япония, Южна Корея, Южен Китай, Тайван, Бирма, Източна Индия, Шри Ланка, Филипини, Папуа - Нова Гвинея, Северна Австралия, Малайзия, Пакистан, Таджикистан и Далечния изток на Русия (основно в Хабаровски край).

## Етиология
Причинител на заболяването е Orientia tsutsugamushi, единствен представител на род Orientia към семейство Rickettsiaceae. През 1995 г. родът е отделен от Rickettsia. Поради тази причина в литературата може да се срещне и с името Rickettsia tsutsugamushi. Причинителят е сравнително по-малък от останалите рикетсии, размножава се в цитоплазмата на клетките и образува големи натрупвания в перинуклеарната зона. Никога не прониква в ядрото. Известни са три антигенни типа Gilliam, Kapr и Kato, които проявяват различна вирулентност.

## Възприемчивост и имунитет
Хората са силно възприемчиви към заболяването. След преболедуване се образува типовоспецифичен непродължителен имунитет към съответния серовар. Възможни са и реинфекции.

## Епидемилогия
Причинителят на заболяването съществува в природни огнища, където резервоар на заразата са мишевидни гризачи и диви зайци. Такива са полските мишки Apodemus agrarius, Microtus arvalis, Microtus montebelli, Microtus fortis, домашна мишка, воден, сив и черен плъх.
Резервоар на рикетсията са личинките на кърлежи от видовете Trombicula acamushi и Trombicula deliensis. Тя циркулира по схемата гризач-личинки-гризач в рамките на природното огнище. Предаването при кърлежите става по трансовариален и трансфазален път. Гризачите боледуват безсимптомно. Заразеността им се движи от 17% в Корея до 60 - 90% в някои райони на Япония.

## Патогенеза
Входна врата е наранената кожа предизвикана от ухапването на кърлеж. Рикетсиите навлизат в кръвта като поразяват ендотела и мезотела на съдовете. Образуват се тромби и околосъдова инфилтрация с кръв.

## Клинични признаци
Инкубационният период варира от 5 до 20 дни, средно 10 - 12. Болестта започва с втрисане, кашлица, повишаване на температурата, отпадналост, силно главоболие, болки в мускулите и крайниците. Конюнктивите, кожата на лицето и гърлото са зачервени. Около 4 - 5 ден от началото на заболяването се появява обилен обрив по кожата на туловището и крайниците. В част от случаите се наблюдава съдова тромбоза и остра сърдечно-съдова слабост. При леките случаи се наблюдава бронхит, а при тежките достига до атипична бронхопневмония. Черният дроб е увеличен и болезнен. Бъбречното увреждане се манифестира с протеинурия и хематурия. При тежкоболните се появява менингоенцефалит – тежко главоболие, повръщане, помрачаване на съзнанието, бълнуване, халюцинации и други. Бременните абортират, често изхода е летален и за майката. Към 14 - 15 ден температурата рязко спада, а общото състояние бързо се подобрява.

## Диагноза

### Патологоанатомични изменения
Панваскулит, който е причина за макуло-папулозния обрив и петехиалните кръвоизливи. Кръвоизливи се наблюдават и във вътрешните органи като черен дроб, стомах, черва и тестиси. Описвани са и гангренозни изменения по кожата на скротума, препуциума, пръстите на ръцете и краката и дори по мекото небце.

### Лабораторна диагноза
Микробиологично се изследва кръв взета по време на треска. Серологичните изследвания откриват антитела, които се появяват едва в рековалесцентния стадий. Прилагат се методите индиректна хемаглутинация, имунофлуорецсенция, латекс-аглутинация и РСК.

### Диференциална диагноза
Трябва да се изключат всички заболявания с причинител рикетсии – Марсилска треска, Петниста треска на Скалистите планини и други. Трябва да се имат предвид и други заболявания като бруцелоза, лептоспироза, инфекциозна мононуклеоза, токсоплазмоза и дори денга.

## Лечение
Подходящи са тетрациклинов или хлорамфениколов антибиотик. Температурата бързо се понижава. Задължително е и прилагането на кортикостероиди с цел избягване на пролиферативните процеси на съдовете и спиране на интоксикацията.

## Профилактика
Създадена е убита ваксина. В природните огнища и хора с риск от заболяване е редно да се ваксинират ежегодно. С цел прекъсване на природната огнища е нужно да се провеждат дератизации и дезинсекции. Препоръчително е използването на лично предпазно облекло и локални инсектициди и репеленти.